# Tupolew I-4
Die Tupolew I-4 (russisch Туполев И-4), auch als ANT-5 (АНТ-5) bezeichnet, war ein einmotoriger, einsitziger Anderthalbdecker. Sie wurde in der zweiten Hälfte der 1920er Jahre entwickelt und stand als Jagdflugzeug bis 1938 bei den sowjetischen Luftstreitkräften im Einsatz.

## Entwicklung
Für die Konstruktion verantwortlich war Pawel Suchoi, Leiter eines Entwicklungsteams des AGOS, einer Sonderabteilung des ZAGI, die Andrei Tupolew unterstand.
Es wurden zwei Prototypen gebaut, der erste mit einem Jupiter VI-, der zweite mit einem Jupiter IV-Motor, beide vom französischen Hersteller Gnôme-Rhône. Im Juli 1927 fand der Erstflug des Modells statt, und nach dem Ende der staatlichen Erprobung entschloss man sich im Dezember desselben Jahres, das Flugzeug in die Serienfertigung zu geben. Bevor diese am 25. Oktober 1928 begann, wurden noch einige Veränderungen am Leitwerk vorgenommen. Im Verlaufe der Produktion wechselte man vom Jupiter-Motor zur sowjetischen Lizenzausführung M-22.
Der Serienbau endete 1934 nach 371 Maschinen. Sie kamen in den Jagdfliegerstaffeln sowie nach 1938 bei den Ausbildungseinheiten zum Einsatz.
Es wurden noch einige besondere Versionen getestet, so 1931 die I-4bis ohne den unteren Flügel sowie mit Vorflügeln am Oberflügel.
Den 1929 für das Huckepack-Projekt Sweno verwendeten I-4 kürzte man den Unterflügel auf jeder Seite um 0,5 m.
Bei einem anderen Flugzeug experimentierte man mit einem auf dem Oberflügel befestigten Maschinengewehr, einige Maschinen erhielten zwei rückstoßfreie 7,62-cm-Kanonen DRP/APK von Leonid Wassiljewitsch Kurtschewski auf dem Oberflügel montiert.
1932 wurden mit einer I-4 erstmals vom Gasdynamischen Laboratorium (GDL) entwickelte 82-mm-Raketengeschosse getestet. Nach Verschmelzung des GDL mit dem Raketenforschungsinstitut (RNII) wurden die Versuche 1935 fortgesetzt; aus ihnen gingen die Katjuscha-Geschosse hervor.
Eine geplante Schwimmerversion I-4P wurde 1931 aufgegeben.

## Beschreibung
Die I-4 war vollständig in Ganzmetallbauweise konstruiert, die Verkleidung bestand aus gewelltem Duralblech. Der zweiteilige Oberflügel besaß drei Holme, war auf einem Strebenbock montiert und mit zwei Strebenbändern am Rumpf sowie mit zwei V-Stielen am extrem kurzen Unterflügel befestigt. Die Profildicke betrug bei den Streben 16 und an den Enden 12 %. Das starre Fahrwerk besaß eine durchgehende Achse und einen Hecksporn.

## Technische Daten

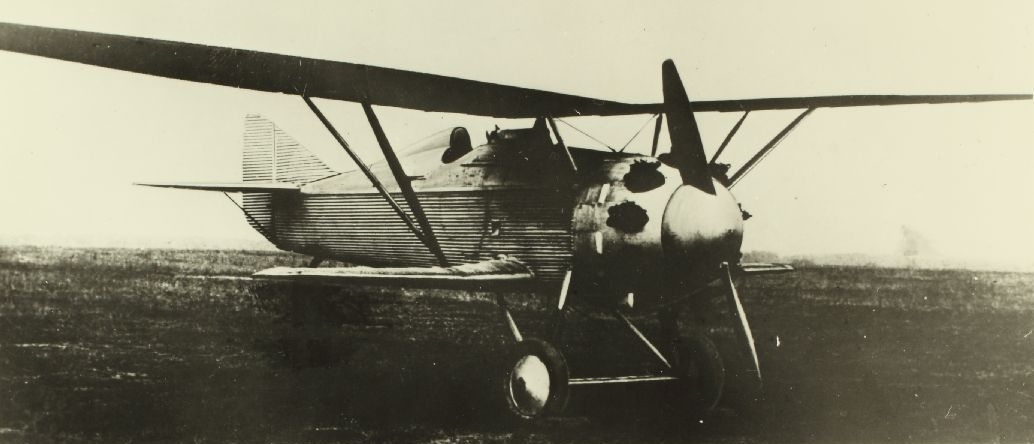
Tupolew I-4

| Kenngröße             | Daten                                         |
| --------------------- | --------------------------------------------- |
| Spannweite            | Oberflügel 11,40 m Unterflügel 5,70 m         |
| Länge                 | 7,28 m                                        |
| Höhe                  | 3,40 m                                        |
| Flügelfläche          | Oberflügel 19,80 m² Unterflügel 4,0 m²        |
| Rüstmasse             | 978 kg                                        |
| Startmasse            | 1430 kg                                       |
| Antrieb               | ein 9-Zylinder-Sternmotor M-22                |
| Leistung              | 353 kW (480 PS)                               |
| Höchstgeschwindigkeit | 220 km/h in Bodennähe 231 km/h in 5000 m Höhe |
| Steigzeit             | 14,3 min auf 5000 m Höhe                      |
| Gipfelhöhe            | 7000 m                                        |
| Flugdauer             | 3,3 h                                         |
| Reichweite            | 580 km                                        |
| Dauer einer Vollkurve | 12,1 s                                        |
| Besatzung             | 1                                             |
| Bewaffnung            | zwei 7,62-mm-MG PW-1 vier 50-kg-Bomben        |